# 圣多明戈斯-杜卡里里
圣多明戈斯-杜卡里里是巴西帕拉伊巴州的一个市镇。总面积222.159平方公里，总人口2447人，人口密度11人/平方公里。